# Ofelia Rey Castelao
Ofelia Rey Castelao (Arnois, Pontevedra, 1956) es una historiadora, escritora y profesora universitaria gallega. Dedica sus investigaciones a la historia de las mujeres. En la actualidad estudia las migraciones femeninas y la inserción de las mujeres gallegas en la cultura letrada. Premio Nacional de Historia de España 2022.

## Trayectoria
Estudió Geografía e Historia en la Universidad de Santiago de Compostela.
En 1978 obtuvo una licenciatura en Historia, por su tesis recibió el Premio Extraordinario de esa universidad.
Ese mismo año (1978), el Ministerio de Educación y Ciencia de España le concedió el Premio Nacional a los Mejores Becados.
En 1984, su tesis de doctorado (El voto de Santiago en la España moderna), presentado en la misma casa de estudios, mereció la calificación «sobresaliente cum laude», y recibió otra vez el Premio Extraordinario. En 1985 recibió el Premio a las Tesis Doctorales de la Diputación Provincial de Pontevedra.
Entre 1979 y 1981 fue becaria de investigación del Ministerio de Educación.
En 1978 empezó a ejercer como becaria y ayudante de cátedra de Historia Moderna en la Facultad de Geografía e Historia de la Universidad de Santiago de Compostela. En 1986 se convirtió en profesora titular, y en 2002, en catedrática.
En agosto de 1990 fue designada miembro correspondiente para España y Europa Mediterránea de la
International Commision of Historical Demography (Commission Internationale de Démographie Historique: Comisión Internacional de Demografía Histórica).
Entre 1990 y 2005 fue directora de la revista Obradoiro de Historia Moderna (‘taller de historia moderna’).
Desde 1992 dirigió varios proyectos de investigación de ámbito nacional e internacional.
Desde 2002 es catedrática de Historia Moderna en la Facultad de Geografía e Historia de la Universidad de Santiago.
En julio de 2005, en Sídney (Australia), fue elegida vocal del Bureau de la Commission Internationale de Dèmographie Historique.
En 2006 fue invitada por la Ecole des Hautes Etudes en Sciences Sociales (en París), en la que ejerció como directora de estudios.
Desde enero de 2006 a octubre de 2009 fue Coordinadora de Historia y Arte da Agencia Nacional de Evaluación y Prospectiva.
El 4 de junio de 2007 apareció en un episodio de la serie de documentales televisivos Libro aberto (2006-2009).
Ha sido directora de varias tesis de doctorado, así como de numerosas otras tesinas de licenciatura.
Forma parte del comité científico de revistas académicas, como Tiempos Modernos (de la Universidad Complutense de Madrid), Revista de Investigaciones Históricas (de la Universidad de Valladolid), Contrahistorias. La otra mirada de Clío (de la UNAM, en México), Historia Social, Trocadero (de la Universidad de Cádiz), Mélanges de la Casa de Velázquez, Estudis (de la Universidad de Valencia), entre muchas otras. Es miembro del consejo asesor de la Biblioteca de Historia del CSIC (Consejo Superior de Investigaciones Científicas).

## Publicaciones[10]
Ha publicado doce libros y más de cien capítulos y artículos, además de ponencias en congresos estatales e internacionales.

### Ensayos en español
- 1981: Aproximación a la historia rural en la comarca de la Ulla. Santiago: Universidad de Santiago de Compostela, Secretariado de Publicacións.
- 1984: El Voto de Santiago en la España Moderna. Santiago: Universidad de Santiago de Compostela.
- 1985: La historiografía del Voto de Santiago. Recopilación crítica de una polémica histórica. Santiago: Universidad de Santiago de Compostela, Servicio de Publicacións.
- 1985: La renta del Voto de Santiago y las instituciones jacobeas. Santiago de Compostela: [s. n.].
- 1986: La crisis de las rentas eclesiásticas en España: el ejemplo del Voto de Santiago. Santiago de Compostela: [s. n.].
- 1988: La monarquía y la Iglesia de Santiago en los siglos XVI y XVII. Santiago de Compostela: Subdirección Xeral do Libro e Patrimonio Documental, D.L. 1988
- 1992: Poder y privilegios en la Europa del siglo XVIII. Madrid: Síntesis, D.L. 1992
- 1993: El Voto de Santiago, claves de un conflicto. Santiago de Compostela: [s. n.].
- 1995: Montes y política forestal en la Galicia del antiguo régimen. Santiago: Universidad de Santiago.
- 1995: Montes y política forestal en la Galicia del Antiguo Régimen. Santiago de Compostela: Universidade, Servicio de Publicacións e Intercambio Científico.
- 2003: Libros y lectura en Galicia: siglos XVI-XIX. Santiago de Compostela: Junta de Galicia, Dirección Xeral de Promoción Cultural.
- 2005: Vázquez Lijó, José Manuel. Santiago: Universidad de Santiago de Compostela
- 2006: Los mitos del apóstol Santiago, 2006, Nigra Trea. I Conférence Européene de la Commission Internacionale de Démographie Historique (Primera Conferencia Europea de la Comisión Internacional de Demografía Histórica). Santiago de Compostela, 22-25 de septiembre de 1993. Antonio Eiras Roel y Ofelia Rey Castelao (editores). Santiago de Compostela: Consellería de Educación e Ordenación Universitaria: Comisión Internacional de Demografía Histórica.

### Obras colectivas en español
- 1990: Estructura y comportamientos familiares en la Galicia de fines del Antiguo Régimen (en colaboración con Isidro Dubert García; directora, Ofelia Rey Castelao. Santiago: Universidad de Santiago.
- 1990: Tuy 1753: según las respuestas generales del catastro de Ensenada. Introducción: Ofelia Rey Castelao. Madrid: Centro de Gestión Catastral y Cooperación Tributaria: Tabapress, D.L. 1990
- 1992: Los gallegos y América (en colaboración con Antonio Eiras Roel) Madrid: Mapfre, D.L. 1992
- 1994: Actas de las Juntas del Reino de Galicia (edición realizada bajo la dirección del profesor Antonio Eiras Roel; prefacio de Manuel Fraga Iribarne) Santiago de Compostela: Dirección Xeral do Patrimonio Histórico e Documental, 1994.
- 1999: Historia crítica de los falsos cronicones, de José Godoy Alcántara; estudio preliminar por Ofelia Rey Castelao. Granada: Universidad de Granada.
- 1999: Pobres, peregrinos y enfermos: la red asistencial gallega en el Antiguo Régimen. Baudilio Barreiro Mallón, Ofelia Rey Castelao. Santiago de Compostela: Consorcio de Santiago; Vigo: Nigra.
- 2000: El ejército y la literatura histórica española en el siglo XVIII (1700-1808). Manuel-Reyes García Hurtado; directora, Ofelia Rey Castelao. Santiago: Universidad de Santiago
- 2001: Las tierras de Trasdeza en el siglo XVIII, dominio del priorato de Carboeiro. María Seijas Montero; [prólogo, Ofelia Rey Castelao]. Pontevedra: Servicio de Publicacións, Deputación Provincial de Pontevedra
- 2002: Mujer y actividad económica en la Galicia moderna: la inserción de las mujeres en la producción económica rural y urbana. Memoria presentada por Serrana M. Rial García; bajo la dirección de Ofelia Rey Castelao. Santiago: Universidad de Santiago
- 2004: Cuatro textos, cuatro contextos: (ensayos de historia cultural de Galicia). Ofelia Rey Castelao (coord.), Baudilio Barreiro Mallón, Manuel-Reyes García Hurtado, Camilo J. Fernández Cortizo. Santiago de Compostela: [s. n.], 2004 (Santiago de Compostela: Maxin)
- 2004: Las quiebras del orden cotidiano: comportamientos criminales en la sociedad gallega de fines del Antiguo régimen. Memoria presentada por Raquel Iglesias Estepa; dirigida por Ofelia Rey Castelao. Santiago: Universidad de Santiago
- 2005: La Matrícula de Mar y sus repercusiones en la Galicia del siglo XVIII. Memoria presentada por José Manuel Vázquez Lijó; directora, Ofelia Rey Castelao

### Ensayos en gallego
- 1998: A Galicia clásica e barroca. Vigo: Galaxia.
- 2003: Libros e lectura en Galicia. Santiago de Compostela: Junta de Galicia.

### Obras colectivas en gallego
- 1998: Pobres, peregrinos e enfermos. A rede asistencial galega no antigo réxime (escrito en colaboración con Baudilio Barreiro Mallón). Nigra Trea.
- 1999: Textos para a historia das mulleres en Galicia. María Xosé Rodríguez Galdo (coord.). Santiago de Compostela: Consello da Cultura Galega, Ponencia de Patrimonio Histórico.
- 2004: Eloxio da loucura / Erasmo de Róterdam (prólogo: Ofelia Rey Castelao; traducción: Manuel Enrique Vázquez Buján). Santiago de Compostela: Universidade de Santiago de Compostela, Servizo de Publicacións e Intercambio Científico: Fundación BBVA, D.L. 2004
- 2009: Historia das mulleres en Galicia. A Idade Moderna (escrito en colaboración con Serrana M. Rial García). Nigra Trea.

### Ensayos en francés
- 1994: Les migrations internes et à moyenne distance en Europe, 1500-1900 (ensayo en idioma francés).
- 2005: «Partir ou rester. L'effet des régimes démographiques et systèmes familiaux sur la participation des femmes aux flux migratoires». Ponencia en francés publicada en Une démographie au féminin: trajectoires et risques dans la vie des femmes, XIXe-XXe siècles. Lyon, 2005.[11]

### Artículos de revistas[12]
Ha publicado en revistas de prestigio como Annales de Démographie Historique, XVIIe Siècle, Mélanges de la Casa de Velázquez, Manuscrits, Pedralbes, Stvdia Histórica, etc.
- «Tiempo de cambios. Guerra, diplomacia y política internacional de la Monarquía Hispánica (1648-1700)», con Porfirio Sanz Camañes. En la revista Vínculos de Historia (ejemplar dedicado a: La crisis en la Historia: noción y realidades), ISSN-e 2254-6901, n.º 2, 2013.
- «La memoria individual como fuente histórica: a propósito de la obra de Reimóndez Portela», en A Estrada: Miscelánea histórica e cultural, ISSN 1139-921X, n.º 15, 2012, p. 327-330.
- «La historiografía en el reinado de Felipe IV», en Libros de la Corte, ISSN-e 1989-6425, n.º 5, 2012, p. 96-99.
- Las migraciones de los rurales en el siglo XVIII: cuestiones pendientes». En la revista Minius: Revista do Departamento de Historia, Arte e Xeografía, ISSN 1131-5989, Nº 20, 2012, p. 119-153.
- «Mujeres, trabajo y migraciones urbanas en España durante la segunda mitad del siglo XVIII», en Revista de Historiografía, ISSN 1885-2718, n.º 16, 2012 (Ejemplar dedicado a: La Ciudad y la construcción de la modernidad), p. 44-60.
- «La lucha por el agua en el país de la lluvia: Galicia, siglos XVI-XIX», en: Vínculos de Historia, ISSN-e 2254-6901, n.º 1, 2012 (Ejemplar dedicado a: El agua en la historia: usos, técnicas y debates), p. 45-72.
- «El Voto de Santiago en tierras de Tabeirós». En A Estrada: Miscelánea Histórica e Cultural, ISSN 1139-921X, n.º 14, 2011, p. 155-174.
- «El incendio de Betanzos de 1616», con Baudilio Barreiro Mallón. En Anuario brigantino, ISSN 1130-7625, n.º 33, 2010, p. 145-177.
- «Trabajando a cubierto: las empleadas institucionales a fines del Antiguo Régimen». En Melanges de la Casa de Velázquez, ISSN 0076-230X, Nº 40, 2, 2010 (Ejemplar dedicado a: Le travail des femmes en Espagne [de l'Antiquité au XXe siècle]), p. 73-93.
- «La financiación de la fábrica catedralicia compostelana, siglos XVII-XIX». En Semata: Ciencias sociais e humanidades, ISSN 1137-9669, Nº 22, 2010, p. 311-328.
- «Le clergé régulier espagnol et ses domestiques vers la fin de l´époque moderne». En Annales de démographie historique, ISSN 0066-2062, Nº 1, 2009, p. 95-120.
- «Las instituciones monásticas femeninas, ¿centros de producción?». En: Manuscrits: Revista d'Història Moderna, ISSN 0213-2397, Nº 27, 2009, p. 59-76.
- «La historia de las mujeres en Galicia. Un estado de la cuestión (1988-2008)». En Minius: Revista do Departamento de Historia, Arte e Xeografía, ISSN 1131-5989, Nº 17, 2009 (Ejemplar dedicado a: Historia e territorio: 20 anos de Investigación sobre Galicia [1988-2008], I parte) p. 191-234.
- «Femmes et héritage en Espagne au XVIIe siècle: stabilité légale et changements reéls». En XVIIe siècle, ISSN 0012-4273, Nº 244, 2009, p. 451-476.
- «Las viudas de Galicia a fines del Antiguo Régimen», con Serrana M. Rial García. En Chronica nova: Revista de Historia Moderna de la Universidad de Granada, ISSN 0210-9611, Nº 34, 2008 (Ejemplar dedicado a: Sobrevivir al cónyuge: viudas y viudedad en la España moderna), p. 91-122.
- «El hispanismo francés: sólo algunas reflexiones». En Historia, antropología y fuentes orales, ISSN 1136-1700, Nº 39, 2008, p. 5-24.
- «Conversar con Ofelia Rey (Barcelona, 13 de febrero de 2008). Ricardo García Cárcel; Ofelia Rey Castelao (entrevistado), Fernando Sánchez Marcos (entrev.) María Ángeles Pérez Samper (entrev.), Pere Molas i Ribalta (entrev.), Pedro Rueda Ramírez (entrev.), Mercedes Vilanova Ribas (entrev.) En Historia, antropología y fuentes orales, ISSN 1136-1700, Nº 39, 2008, p. 25-43.
- «El comercio de libros en la Galicia del Antiguo Régimen». En Obradoiro de historia moderna, ISSN-e 1133-0481, Nº 17, 2008 (Ejemplar dedicado a: El comercio en la España del Antiguo Régimen) p. 277-302.
- «El peso de la herencia: la influencia de los modelos en la historiografía barroca». En Pedralbes: Revista d'historia moderna, ISSN 0211-9587, Nº 27, 2007, p. 35-57.
- «Les femmes "seules" du Nord-Ouest de l'Espagne: trajectoires féminines dnas un territoire d'emigration (1700-1860)». En Annales de démographie historique, ISSN 0066-2062, Nº 2, 2006, p. 105-134.
- «La sombra que brilla. Las mujeres en la España de la Edad Moderna». En Ariadna, ISSN 1130-8141, Nº 18, 2006, p. 145-164.
- «El cléro de la diócesis de Santiago y la historia en la Edad Moderna». En Compostellanum: revista de la Archidiócesis de Santiago de Compostela, ISSN 0573-2018, v. 50, n.º 1-4, 2005, p. 627-654.
- «Lectores y libros en tiempos del Quijote». En Pedralbes: Revista d'historia moderna, ISSN 0211-9587, Nº 25, 2005, p. 103-132.
- «Os diñeiros do Apóstolo: O financiamento do culto xacobeo». En Grial: revista galega de cultura, ISSN 0017-4181, n.º 161, 2004, p. 44-51.
- «Los estudios sobre fiscalidad en la Época moderna: ¿fenómeno historiográfico real o aparente?». En Obradoiro de historia moderna, ISSN-e 1133-0481, Nº 13, 2004, p. 215-252.
- «Catedrales de segundo orden: las Colegiatas de Galicia en la Edad Moderna», con Baudilio Barreiro Mallón. En Semata: Ciencias sociais e humanidades, ISSN 1137-9669, Nº 15, 2004 (Ejemplar dedicado a: As Institucións galegas na historia / coord. por María Luz Ríos Rodríguez, María del Carmen Saavedra Vázquez) p. 281-316.
- «Alfabetización y red escolar de A Estrada, siglos XVIII y XIX». En A Estrada: Miscelánea histórica e cultural, ISSN 1139-921X, n.º 6, 2003, p. 91-104.
- «Las bibliotecas institucionales del noroeste español: la biblioteca de la Universidad de Santiago». En Bulletin hispanique, ISSN 0007-4640, v. 104, Nº 1, 2002 (ejemplar dedicado a: Hommage á François López) p. 303-342.
- «Los intercambios culturales norte-sur en la Edad Moderna: algunos hechos y varias hipótesis». En Chronica nova: Revista de historia moderna de la Universidad de Granada, ISSN 0210-9611, Nº 29, 2002, p. 277-313.
- «La herencia del científico Jorge Juan. A propósito de un libro de R. Die y A. Alberola». Ofelia Rey Castelao, Alfredo Martín García. En Obradoiro de historia moderna, ISSN-e 1133-0481, Nº 11, 2002, p. 191-196.
- «La Orden Tercera franciscana en el contexto del asociacionismo religioso gallego en el Antiguo Régimen: La VOT de la villa de Padrón». En Archivo Ibero-Americano, ISSN 0004-0452, Año nº 59, Nº 232, 1999, p. 3-48.
- «Niveles de alfabetización en la Galicia de fines del Antiguo Régimen». En Bulletin hispanique, ISSN 0007-4640, v. 100, Nº 2, 1998 (Ejemplar dedicado a: Lisants et lecteurs en Espagne) p. 271-312.
- «Gallegos y franceses en un espacio común». En Obradoiro de historia moderna, ISSN-e 1133-0481, Nº 7, 1998, p. 171-194.
- «Producción impresa y promoción eclesiástica en la Galicia de fines del Antiguo Régimen». En Semata: Ciencias sociais e humanidades, ISSN 1137-9669, Nº 10, 1998 (Ejemplar dedicado a: Cultura, poder y mecenazgo / coord. por Alfredo Manuel Vigo Trasancos) p. 281-319.
- «Monjes, frailes y libros: las bibliotecas de los regulares compostelanos a fines del Antiguo Régimen». Margarita Sanz González, Ofelia Rey Castelao. En Obradoiro de historia moderna, ISSN-e 1133-0481, Nº 6, 1997, p. 79-106.
- «Frailes y campesinos: el impacto de un convento rural a fines del Antiguo Régimen». En Semata: Ciencias sociais e humanidades, ISSN 1137-9669, Nº 9, 1997 (Ejemplar dedicado a: Espacios rurais e sociedades campesiñas / coord. por María del Pilar de Torres Luna, Rubén Camilo Lois González, Pegerto Saavedra Fernández) p. 279-306.
- «La propiedad colectiva en la España moderna». En Studia histórica. Historia moderna, ISSN 0213-2079, Nº 16, 1997, p. 5-16.
- «Aldeas y campesinos en la Navarra Prepirenaica: Comentarios en torno al libro de A. Zabalza». En Obradoiro de historia moderna, ISSN-e 1133-0481, Nº 4, 1995, p. 207-208.
- «Hombres y ejército en Galicia: La leva de 1762». En Espacio, tiempo y forma. Serie IV, Historia moderna, ISSN 1131-768X, Nº 7, 1994 (Ejemplar dedicado a: Homenaje a Miguel Avilés y María Palacios) p. 199-224.
- «Mujer y sociedad en la Galicia del Antiguo Régimen». En Obradoiro de historia moderna, ISSN-e 1133-0481, Nº 3, 1994, p. 51-70.
- «El reparto social del diezmo en Galicia». En Obradoiro de historia moderna, ISSN-e 1133-0481, Nº 1, 1992, p. 145-162.
- «Evolución y resultados de los estudios sobre mentalidad y cultura en la Galicia del periodo moderno». En Hispania: Revista española de historia, ISSN 0018-2141, v. 50, Nº 176, 1990 (Ejemplar dedicado a: 50 años de Historiografía española y americanista [II]) p. 1237-1258.
- «El clero regular mendicante en Galicia: evolución numérica, procedencia social y comportamientos de los franciscanos (ss. XVI al XIX)». En Archivo Ibero-Americano, ISSN 0004-0452, Año nº 49, Nº 195-196, 1989, p. 459-490.
- «La crisis de las rentas eclesiásticas en España: el ejemplo del Voto de Santiago». En Cuadernos de investigación histórica, ISSN 0210-6272, Nº 11, 1987, p. 53-88.
- «La protección jurídica de las rentas eclesiásticas en España: el ejemplo del Voto de Santiago». En Hispania sacra, ISSN 0018-215X, v. 39, Nº 80, 1987, p. 457-503.
- «El Voto de Santiago en tierras de León: regímenes contributivos y evolución de las series». En Estudios humanísticos. Geografía, historia y arte, ISSN 0213-1390, Nº 7, 1985, p. 95-108.

## Premios
- 2011: Premio María Josefa Wonenburger Planellls de investigación, otorgado por la Secretaría de Igualdad de la Junta de Galicia.[5][13]
- 2022: Recibió el Premio Nacional de Historia de España, por la obra El vuelo corto. Mujeres y migraciones en la Edad Moderna (Universidad de Santiago de Compostela).[4]